# Břevnovi kolostor
A břevnovi kolostort (csehül: Břevnovský klášter, németül: Stift Breunau) bencés főapátság Prága Břevnov kerületében, Csehországban. Szent Adalbert, Prága második püspöke alapította i. sz. 993-ban II . Boleslaus cseh herceg támogatásával. Ez volt az első bencés férfikolostor Csehországban, amely a legrégebbi sörfőzési hagyományokkal rendelkezik. A történelem során többször megszakadt a sörfőzés, de a manapság újra itt gyártják a Břevnov Monastery Brewery sört.

## Története
A kolostort 993-ban alapította Prágai Adalbert, aki 994-ben elhagyta Csehországot, mert vitái voltak az uralkodóval. Az új lendületet I. Bretislav cseh hercegtől kapta, aki elkezdte építtetni a kőtemplomot, és a bajorországi Niederaltaich apátság szerzetesének, a cseh Gunthernek kolostormaradványait kezelte. Fiókkolostorokat alapítottak Broumovban és Policében Észak-Csehországban.

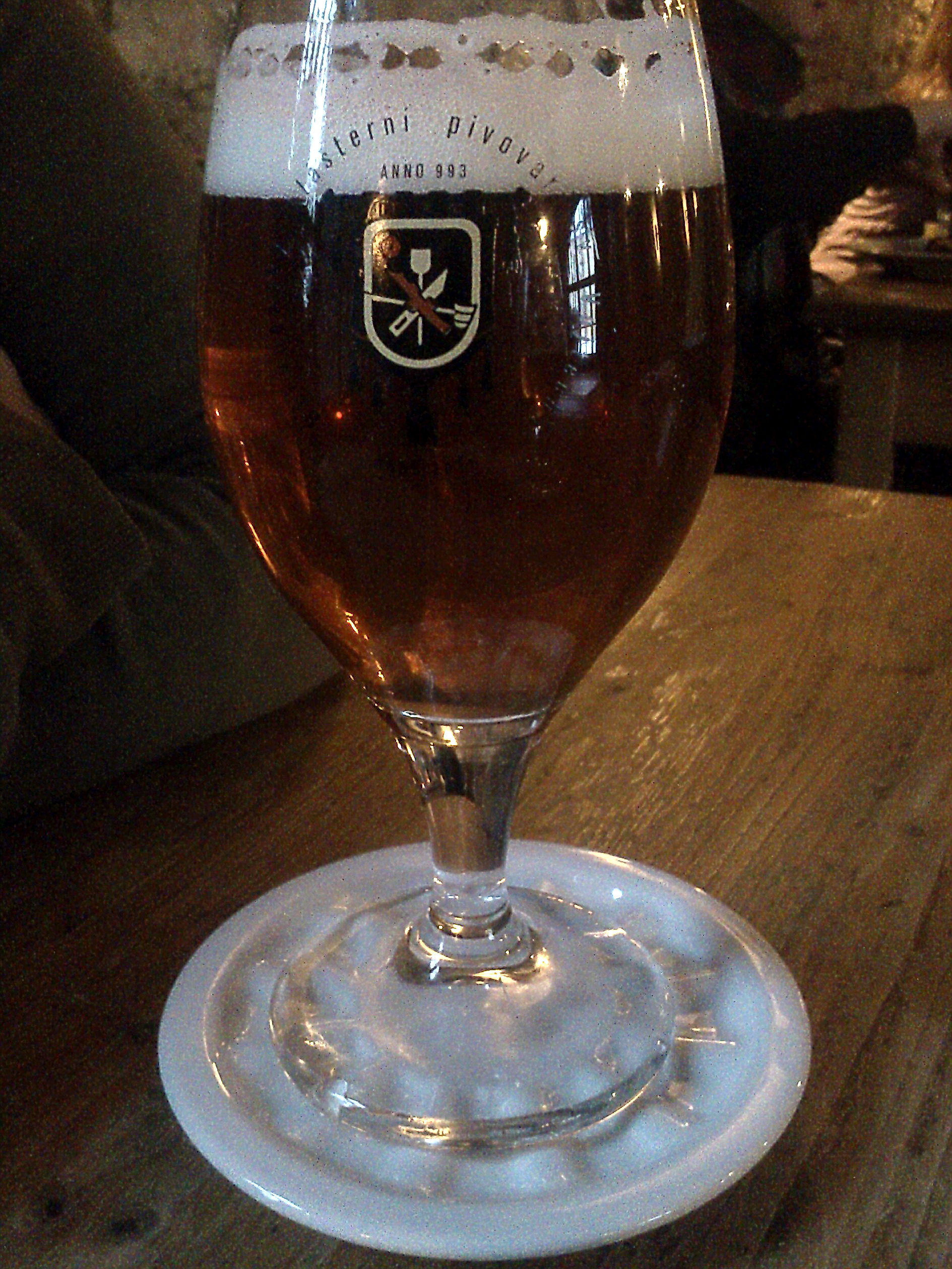
A jubileumi Břevnovský Benedict, Anno 993 sör

A huszita háborúk során az 1420-as években az apát és a kolostor Broumovba menekült, és az egész kolostor, beleértve a sörfőzdét is, majdnem elpusztult. A harmincéves háború után barokk kolostoregyüttes épült fel Othmar Daniel Zinke apát vezetésével 1708–1740 között, Christoph Dientzenhofer tervei alapján. A komplexumban a Szent Margit-templomot, a kolostor épületeit és a prelátus házát fia, Kilian Ignaz Dientzenhofer tervezte, Petr Brandl oltárképeivel, Cosmas Damian Asam mennyezetfreskójával és testvére, Egid Quirin Asam stukkóműveivel díszítették. Ugyanakkor az éves sörtermelés elérte az 5000 hl-t. A sörfőzdét 1889-ben zárták be, elsősorban a pince kapacitásának elégtelensége miatt.
Csehszlovákia német megszállása (1938) után a kolostort a Wehrmacht csapatai foglalták el a második világháború alatt, majd végül 1950-ben a kommunista csehszlovák kormány kisajátította. Anasztáz Opasek apátot (1913–1999) hazaárulás és kémkedés vádjával koncepciós perben elítélték, a kolostort feloszlatták, a megmaradt t pedig deportálták. A többiek már előbb a bajor Braunauba, a rohri apátságba menekültek, amelyet broumovi szerzetestestvéreik alapítottak 1946-ban.
A komplexumot 1990-ig az StB használta, a bársonyos forradalom után 1991-től 1993-ig, 1000 éves jubileumára alaposan renoválták. 1997-ben II. János Pál pápa meglátogatta, és főapátsági rangra emelte.

## A művészetben
A kolostor szolgált alapul a Red Rose Mansion (2005) számára Naoki Urasawa híres anime/manga sorozatában, a Monster című filmben. A Břevnov-kolostor sörfőzde (Břevnovský klášterní pivovar) 2011 óta folytatja a sörgyártás hagyományát, Břevnovský Benedict márkanév alatt.

## Fordítás
- Ez a szócikk részben vagy egészben  a   Břevnov monastery című angol Wikipédia-szócikk fordításán alapul.  Az eredeti cikk szerkesztőit annak laptörténete sorolja fel. Ez a jelzés csupán a megfogalmazás eredetét és a szerzői jogokat jelzi, nem szolgál a cikkben szereplő információk forrásmegjelöléseként.